# Karl Krieg
Karl Krieg auch Kriegk († 9. Mai 1711 in Lübeck) war ein deutscher Maler.

## Leben

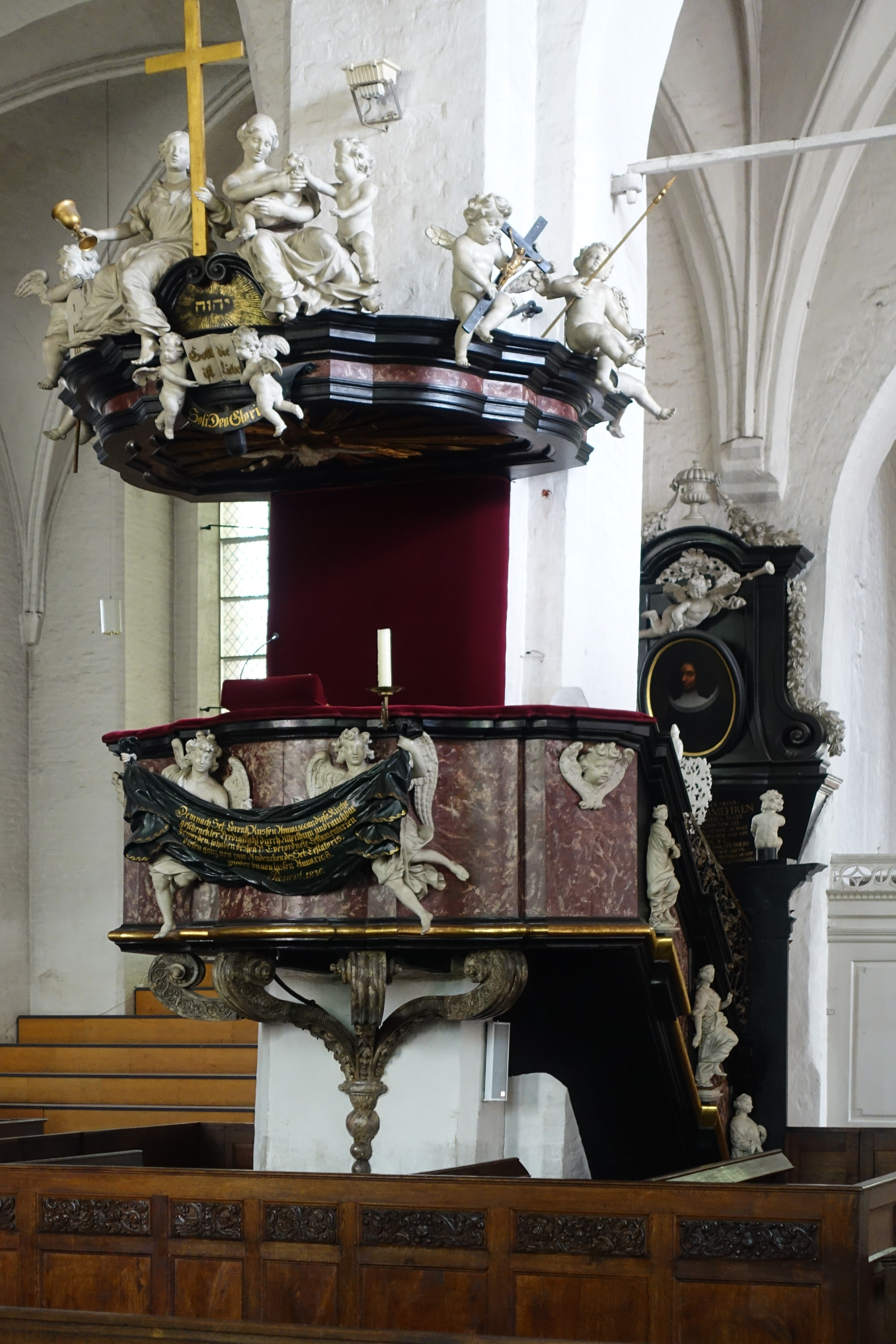
Kanzel der Aegidienkirche

Über Karl Kriegs Herkunft und Ausbildung ist nichts überliefert. Er malte 1680 ein Gemälde für den Audienzsaal im Lübecker Rathaus. 1693 ist er als Lehrherr des Malers Jürgen Wulff nachgewiesen. Er wurde am 9. Mai 1695 Lübecker Bürger sowie Freimeister und heiratete die Witwe des Porträtmalers Franz Oesterreich. Er wurde so der Stiefvater der Lübecker Malerin Catharina Elisabeth Heinecken. Gemeinsam mit und für Thomas Quellinus arbeitete er an dem von dem Kaufmann und Ratsherrn Thomas Fredenhagen gestifteten barocken Hochaltar der Lübecker Marienkirche (Fredenhagen-Altar), der 1697 fertiggestellt wurde. Von 1706 bis 1708 wurde die Kanzel der Aegidienkirche nach seinem Entwurf durch den Bildhauer Hans Freese aufgeführt.